# Eusirus abyssi
Eusirus abyssi is een vlokreeftensoort uit de familie van de Eusiridae. De wetenschappelijke naam van de soort is voor het eerst geldig gepubliceerd in 1944 door Stephensen.